# Denkmalpflegepreis des Landes Oberösterreich
Der Denkmalpflegepreis des Landes Oberösterreich wird in Oberösterreich für Objekte der Denkmalpflege jährlich seit 2001 vergeben.
Seit 2009 wird neben dem Hauptpreis auch ein Preis für Barrierefreiheit vergeben. Der Hauptpreis und der Preis für Barrierefreiheit sind mit 7.500 Euro dotiert. Die Anerkennungspreise, zumeist drei, sind mit jeweils 1.500 Euro dotiert.

## Preisträger

### 2002
- Schmidtberger-Haus in Linz, Bankhaus Spängler, Andreas Heidl[1]

### 2004
- Ehemalige Städtische Volksküche in Linz, Hochbauamt der Stadt Linz, Anerkennungspreis[2]

### 2005
- Bademuseum Braunau, Stadtgemeinde Braunau am Inn, Ingomar Engel[3]
- Evangelische Pfarrkirche Wallern an der Trattnach, Pfarrgemeinde Wallern an der Trattnach[4]
- Wasserschloss Raab, Pilstl Holding GmbH[5]

### 2006
- Schloss Starhemberg in Eferding, Starhembergsche Familienstiftung[6]
- Gartenbauerngut in Schwaming in Garsten, Sabine Aschaber, Ingrid Doriat[7]
- Kapellenaltar der Pfarrkirche, Röm.-Kath. Pfarre Antiesenhofen, Herbert Bitter[8]
- Schloss Aurolzmünster, Norbert Kienesberger, Erich Reichl[9]

### 2007
- Pfarrkirche Hargelsberg, Röm.-Kath. Pfarre Hargelsberg[10]
- Pfarrhof Heiligenberg, Röm.-Kath. Pfarre Heiligenberg[11]
- Schloss Bernau, Herbert und Gerhild Handlbauer[12]
- Ehem. Textilfabrik Vonwiller, Marktgemeinde Haslach[13]

### 2008
- Kraftwerk Steyrdurchbruch, Energie AG Oberösterreich[14]
- Basilika St. Michael (ehemalige Stiftskirche), Röm.-Kath. Pfarre Mondsee
- Trinkhalle Bad Ischl, Stadtgemeinde Bad Ischl

### 2009
- Haus in Wels am Stadtplatz 37, Eigentümergemeinschaft Falkensammer, Gerhardt Zwettler[15]
- Pfarre Pischelsdorf für die Restaurierung der Orgel in der Filialkirche Hart, Anerkennungspreis
- Jugendstilvilla in Mattighofen, Waltraud Tiede, Anerkennungspreis
- Alte Volksschule in Waizenkirchen, AREV-Immobilien, Anerkennungspreis
- Redemptoristenkolleg Maria Puchheim, Preis für Barrierefreiheit

### 2011
- Ehem. Gummiwarenfabrik Reithoffer, Stadtgemeinde Steyr[16] Denkmallisteneintrag.
- Filialkirche St. Anna in Oberthalheim, Röm.-Kath. Pfarre Timelkam[17]
- Dorfzentrum, Gemeinde Meggenhofen, Röm.-Kath. Pfarre Meggenhofen, Anerkennungspreis[18]
- Pfarrhof, Röm.-Kath. Pfarre Hl. Familie in Linz, Preis für Barrierefreiheit

### 2013
Die Verleihung des Denkmalpreises des Landes Oberösterreich wurde am 25. November 2014 bekanntgegeben:
- Stiftskirche Garsten, Römisch-katholische Pfarre Garsten
- Severinkirche, Serbisch-orthodoxe Pfarre Linz
- Mesnerhaus in Hofkirchen im Mühlkreis, Elisabeth und Gerhard Enzlmüller, Anerkennungspreis
- Burgkapelle Reichenstein, Römisch-katholische Pfarre Pregarten, Anerkennungspreis
- Poschacher-Villa in Linz, Magistrat Linz, Anerkennungspreis